# Ізотопи кремнію
Кремній (14Si) має 23 відомі ізотопи з масовими числами від 22 до 44. 28Si (найпоширеніший ізотоп, 92,23 %), 29Si (4,67 %) і 30Si (3,1 %) стабільні. Найдовшеживучий радіоізотоп — 32Si, який утворюється розщепленням аргону космічними променями. Встановлено, що його період напівврозпаду становить приблизно 150 років (з енергією розпаду 0,21 МеВ), і він розпадається бета-випромінюванням до 32P (період напіврозпаду якого становить 14,27 днів), а потім до 32S. Після 32Si 31Si має другий найдовший період напіврозпаду 157,3 хвилин. Усі інші мають період напіврозпаду менше 7 секунд.

## Список ізотопів
| Нуклід | Z                 | N                 | Масса ізотопа (а.о.м.) | Період напіврозпаду          | Спосіб розпаду | Дочірній ізотоп | Спін і парність | Ізотопна поширеність | Ізотопна поширеність |
| Нуклід | Енергія збудження | Енергія збудження | Енергія збудження      | Період напіврозпаду          | Спосіб розпаду | Дочірній ізотоп | Спін і парність | Частка               | Можливе відхилення   |
| ------ | ----------------- | ----------------- | ---------------------- | ---------------------------- | -------------- | --------------- | --------------- | -------------------- | -------------------- |
| 22Si   | 14                | 8                 | 22,03611(54)#          | 28,7(11) мс                  | β+, p (62 %)   | 21Mg            | 0+              |                      |                      |
| 22Si   | 14                | 8                 | 22,03611(54)#          | 28,7(11) мс                  | β+ (37 %)      | 22Al            | 0+              |                      |                      |
| 22Si   | 14                | 8                 | 22,03611(54)#          | 28,7(11) мс                  | β+, 2p (0,7 %) | 20Na            | 0+              |                      |                      |
| 23Si   | 14                | 9                 | 23,02571(54)#          | 42,3(4) мс                   | β+, p (88 %)   | 22Mg            | 3/2+#           |                      |                      |
| 23Si   | 14                | 9                 | 23,02571(54)#          | 42,3(4) мс                   | β+ (8 %)       | 23Al            | 3/2+#           |                      |                      |
| 23Si   | 14                | 9                 | 23,02571(54)#          | 42,3(4) мс                   | β+, 2p (3,6 %) | 21Na            | 3/2+#           |                      |                      |
| 24Si   | 14                | 10                | 24,011535(21)          | 143,2 (21) мс                | β+ (65,5 %)    | 24Al            | 0+              |                      |                      |
| 24Si   | 14                | 10                | 24,011535(21)          | 143,2 (21) мс                | β+, p (34,5 %) | 23Mg            | 0+              |                      |                      |
| 25Si   | 14                | 11                | 25,004109(11)          | 220,6(10) мс                 | β+ (65 %)      | 25Al            | 5/2+            |                      |                      |
| 25Si   | 14                | 11                | 25,004109(11)          | 220,6(10) мс                 | β+, p (35 %)   | 24Mg            | 5/2+            |                      |                      |
| 26Si   | 14                | 12                | 25,99233382(12)        | 2,2453(7) с                  | β+             | 26Al            | 0+              |                      |                      |
| 27Si   | 14                | 13                | 26,98670469(12)        | 4,117(14) с                  | β+             | 27Al            | 5/2+            |                      |                      |
| 28Si   | 14                | 14                | 27,97692653442(55)     | Стабільний                   | Стабільний     | Стабільний      | 0+              | 0,92223(19)          | 0,92205–0,92241      |
| 29Si   | 14                | 15                | 28,97649466434(60)     | Стабільний                   | Стабільний     | Стабільний      | 1/2+            | 0,04685(8)           | 0,04678–0,04692      |
| 30Si   | 14                | 16                | 29,973770137(23)       | Стабільний                   | Стабільний     | Стабільний      | 0+              | 0,03092(11)          | 0,03082–0,03102      |
| 31Si   | 14                | 17                | 30,975363196(46)       | 157,16(20) хв                | β−             | 31P             | 3/2+            |                      |                      |
| 32Si   | 14                | 18                | 31,97415154(32)        | 157(7) років                 | β−             | 32P             | 0+              | сліди                | космогенний          |
| 33Si   | 14                | 19                | 32,97797696(75)        | 6,18(18) с                   | β−             | 33P             | 3/2+            |                      |                      |
| 34Si   | 14                | 20                | 33,97853805(86)        | 2,77(20) с                   | β−             | 34P             | 0+              |                      |                      |
| 34mSi  | 4256,1(4) keV     | 4256,1(4) keV     | 4256,1(4) keV          | <210 нс                      | IT             | 34Si            | (3−)            |                      |                      |
| 35Si   | 14                | 21                | 34,984550(38)          | 780(120) мс                  | β−             | 35P             | 7/2−#           |                      |                      |
| 35Si   | 14                | 21                | 34,984550(38)          | 780(120) мс                  | β−, n?         | 34P             | 7/2−#           |                      |                      |
| 36Si   | 14                | 22                | 35,986649(77)          | 503(2) мс                    | β− (88 %)      | 36P             | 0+              |                      |                      |
| 36Si   | 14                | 22                | 35,986649(77)          | 503(2) мс                    | β−, n (12 %)   | 35P             | 0+              |                      |                      |
| 37Si   | 14                | 23                | 36,99295(12)           | 141,0(35) мс                 | β− (83 %)      | 37P             | (5/2−)          |                      |                      |
| 37Si   | 14                | 23                | 36,99295(12)           | 141,0(35) мс                 | β−, n (17 %)   | 36P             | (5/2−)          |                      |                      |
| 37Si   | 14                | 23                | 36,99295(12)           | 141,0(35) мс                 | β−, 2n?        | 35P             | (5/2−)          |                      |                      |
| 38Si   | 14                | 24                | 37,99552(11)           | 63(8) мс                     | β− (75 %)      | 38P             | 0+              |                      |                      |
| 38Si   | 14                | 24                | 37,99552(11)           | 63(8) мс                     | β−, n (25 %)   | 37P             | 0+              |                      |                      |
| 39Si   | 14                | 25                | 39,00249(15)           | 41,2(41) мс                  | β− (67 %)      | 39P             | (5/2−)          |                      |                      |
| 39Si   | 14                | 25                | 39,00249(15)           | 41,2(41) мс                  | β−, n (33 %)   | 38P             | (5/2−)          |                      |                      |
| 39Si   | 14                | 25                | 39,00249(15)           | 41,2(41) мс                  | β−, 2n?        | 37P             | (5/2−)          |                      |                      |
| 40Si   | 14                | 26                | 40,00608(13)           | 31,2(26) мс                  | β− (62 %)      | 40P             | 0+              |                      |                      |
| 40Si   | 14                | 26                | 40,00608(13)           | 31,2(26) мс                  | β−, n (38 %)   | 39P             | 0+              |                      |                      |
| 40Si   | 14                | 26                | 40,00608(13)           | 31,2(26) мс                  | β−, 2n?        | 38P             | 0+              |                      |                      |
| 41Si   | 14                | 27                | 41,01417(32)#          | 20,0(25) мс                  | β−, n (>55 %)  | 40P             | 7/2−#           |                      |                      |
| 41Si   | 14                | 27                | 41,01417(32)#          | 20,0(25) мс                  | β− (<45 %)     | 41P             | 7/2−#           |                      |                      |
| 41Si   | 14                | 27                | 41,01417(32)#          | 20,0(25) мс                  | β−, 2n?        | 39P             | 7/2−#           |                      |                      |
| 42Si   | 14                | 28                | 42,01808(32)#          | 15,5(4 (стат), 16 (сист)) мс | β− (51 %)      | 42P             | 0+              |                      |                      |
| 42Si   | 14                | 28                | 42,01808(32)#          | 15,5(4 (стат), 16 (сист)) мс | β−, n (48 %)   | 41P             | 0+              |                      |                      |
| 42Si   | 14                | 28                | 42,01808(32)#          | 15,5(4 (стат), 16 (сист)) мс | β−, 2n (1 %)   | 40P             | 0+              |                      |                      |
| 43Si   | 14                | 29                | 43,02612(43)#          | 13(4 (стат), 2 (сист)) мс    | β−, n (52 %)   | 42P             | 3/2−#           |                      |                      |
| 43Si   | β− (27 %)         | 43P               | 43,02612(43)#          | 13(4 (стат), 2 (сист)) мс    |                |                 | 3/2−#           |                      |                      |
| 43Si   | β−, 2n (21 %)     | 41P               | 43,02612(43)#          | 13(4 (стат), 2 (сист)) мс    |                |                 | 3/2−#           |                      |                      |
| 44Si   | 14                | 30                | 44,03147(54)#          | 4# мс [>360 нс]              | β−?            | 44P             | 0+              |                      |                      |
| 44Si   | 14                | 30                | 44,03147(54)#          | 4# мс [>360 нс]              | β−, n?         | 43P             | 0+              |                      |                      |
| 44Si   | 14                | 30                | 44,03147(54)#          | 4# мс [>360 нс]              | β−, 2n?        | 42P             | 0+              |                      |                      |

## Кремній-28
Кремній-28, найпоширеніший ізотоп кремнію, представляє особливий інтерес для створення квантових комп'ютерів у високому збагаченні, оскільки присутність 29Si у зразку кремнію сприяє квантовій декогеренції. Надзвичайно чисті (>99,9998 %) зразки 28Si можна отримати шляхом селективної іонізації та осадження 28Si із силану. Завдяки надзвичайно високій чистоті, яку можна отримати таким чином, проєкт Авогадро прагнув розробити нове визначення кілограма, зробивши сферу діаметром 93,75 мм (3,691 дюйм) з цього ізотопу та визначивши точну кількість атомів у зразку.

## Кремній-29
Кремній-29 заслуговує на увагу як єдиний стабільний ізотоп кремнію з ядерним спіном (I = 1/2). Таким чином, його можна використовувати в дослідженнях ядерного магнітного резонансу та надтонких переходів, наприклад, для вивчення властивостей так званого А-центру в чистому кремнії.

## Кремній-34
Кремній-34 — радіоактивний ізотоп із періодом напіврозпаду 2,8 секунд. Крім звичайного Н = 20 закрита оболонка, ядро також показує сильний Z = 14 закриття оболонки, що змушує його поводитися як подвійне чарівне сферичне ядро, за винятком того, що воно також розташоване на два протони над островом інверсії. Кремній-34 має незвичайну структуру «бульбашки», де розподіл протонів менш щільний у центрі, ніж біля поверхні, оскільки орбіталь протона 2s1/2 майже не зайнята в основному стані, на відміну від 36S, де вона майже повна. Кремній-34 є однією з відомих частинок кластерного розпаду; він утворюється при розпаді 242Cm з коефіцієнтом розгалуження приблизно 1×10−16.